# Lê Ngọc Hồng
Lê Ngọc Hồng là kiểm sát viên cao cấp người Việt Nam. Ông hiện giữ chức vụ Viện trưởng Viện kiểm sát nhân dân tỉnh Ninh Bình.

## Tiểu sử
Lê Ngọc Hồng là Đảng viên Đảng Cộng sản Việt Nam.
Năm 2012, Lê Ngọc Hồng là Tỉnh ủy viên, Viện trưởng Viện kiểm sát nhân dân tỉnh Ninh Bình.
Tháng 9 năm 2015, tại Đại hội đại biểu Đảng bộ tỉnh Ninh Bình khóa 21, Lê Ngọc Hồng, Viện trưởng Viện kiểm sát nhân dân tỉnh Ninh Bình, được bầu vào Ban Chấp hành Đảng bộ tỉnh Ninh Bình khóa 21 nhiệm kì 2015-2020.
Ngày 3 tháng 4 năm 2016, Lê Ngọc Hồng được bổ nhiệm chức danh kiểm sát viên cao cấp.
Tháng 1 năm 2018, Lê Ngọc Hồng là Viện trưởng VKSND tỉnh Ninh Bình.